# کو استارک
کو استارک (انگلیسی: Koo Stark؛ زادهٔ ۲۶ آوریل ۱۹۵۶) یک هنرپیشه، و عکاس اهل ایالات متحده آمریکا است.